# Аршакаван

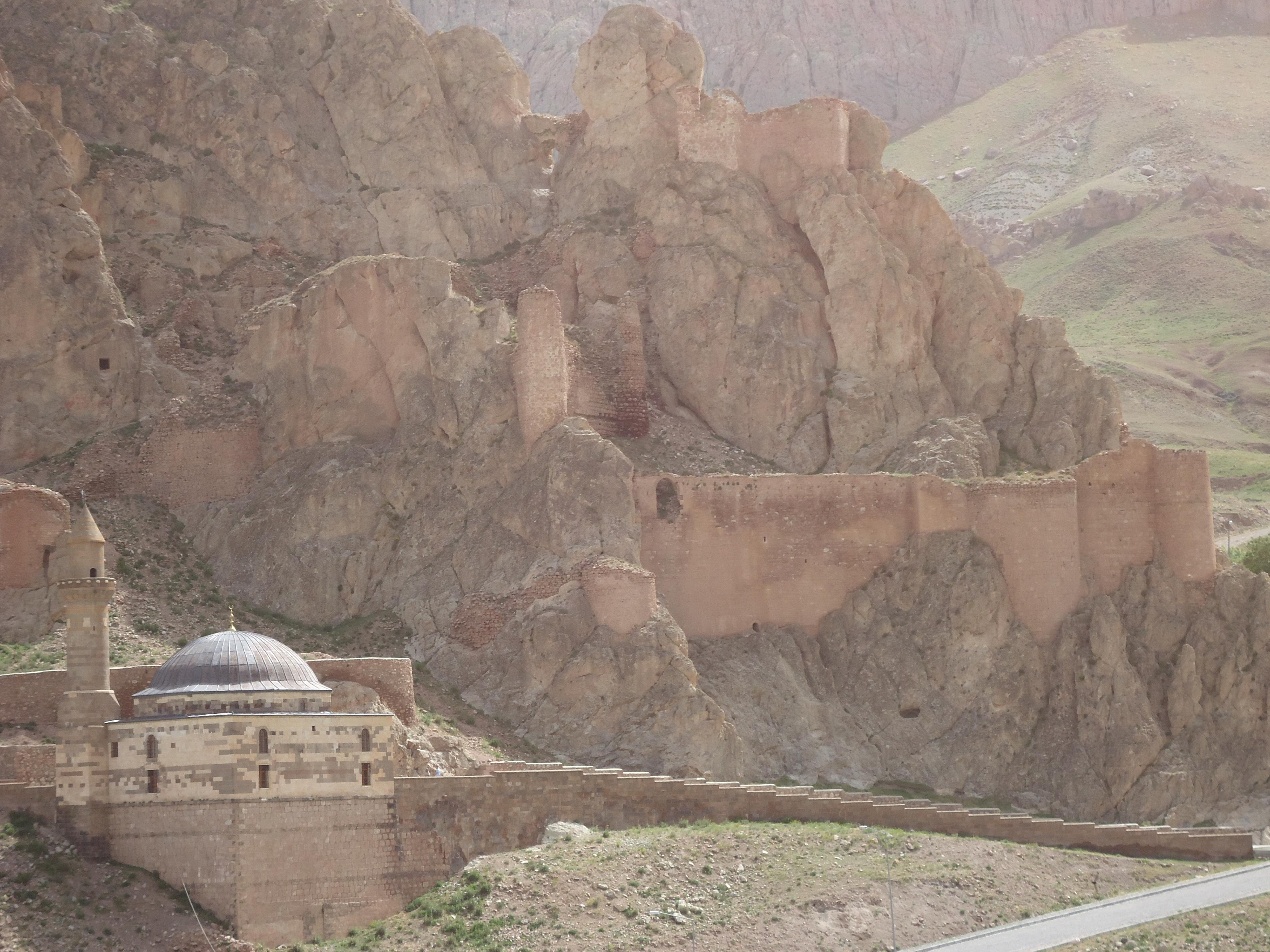
Фортеця Аршакаван

Аршакава́н (арм. Արշակավան) — давньовірменське місто, збудоване як столиця держави Аршака II (60-70-ті роки IV ст.), нині на його місці стоїть місто Догубаязит.

## Історія
Аршак II заснував біля південного підніжжя Арарату, на схрещенні торгових шляхів з Малої Азії в Іран і з Закавказзя в Месопотамію, на місці стародавньої фортеці Даройнк часів Ванського царства (Урарту) місто Аршакаван (нині Догубаязит). У ньому було надано притулок слугам, що тікали від господарів, тобто рабам та ув'язненим селянам, а також неоплатним боржникам. Міському населенню Аршакавану були надані пільги. Почалася повальна втеча з навколишніх володінь. Нахарари, особливо рід Камсараканів, землі яких знаходилися по сусідству, а також архієпископ Нерсес I були обурені. Церква також починає часом виступати рука об руку з нахарарами проти царської влади.
Заручившись підтримкою архієпископа Нерсеса I, нахарари на чолі з Нерсесом Камсараканом напали на Аршакаван, зруйнували його вщент і перебили його населення.